# یاری تورکی
یاری تورکی (فنلاندی: Jari Torkki؛ زادهٔ ۱۱ اوت ۱۹۶۵) بازیکن هاکی روی یخ اهل فنلاند بود.